# 芽室車站
芽室車站（日语：／ Memuro eki */?）是位於北海道河西郡芽室町本通一丁目的北海道旅客鐵道（JR北海道）根室本線的鐵路車站。車站編號為k27。電報略號為メム。
根據北海道旅客鐵道釧路分社，車站名稱來自阿伊努語的「mem-oro-pet/」→。
亦是「十勝」所有列車及「大空」部份列車的車站。

## 歷史
- 1907年（昭和40年）9月8日 - 以國有鐵道的車站開始營業。一般車站‧
- 1982年（昭57年）9月10日 - 廢除貨物處理。
- 1985年（昭60年）3月14日 - 廢除行李處理。
- 1987年（昭和62年）4月1日 - 國鐵分割民營化後，由JR北海道繼承。
- 1999年（平成11年）10月1日 - 進行車站大樓改造。

## 車站構造
芽室車站屬於2面3線，同時擁有島式月台及側式月台的地面車站。本線位於車站大樓旁的1號線，同時給上下行的特急及普通列車行駛。而2、3號線則作交換列車、避車處及帶廣方向的普通列車折返之用。
屬於JR道東旅遊服務的業務委託車站。設置綠窗口（營業時間6時40分～16時30分）及自動售票機。在營業時間以外，沒有車站職員時，需要使用自動售票機購買車票。
1999年（平成11年）10月，在車站設置自動式時鐘。在4月下旬至10月下旬期間，每天進行6次以人偶指揮的演奏。再加上另外每天4次的純音樂演奏，每天合共進行10次演奏。

## 車站周邊
為芽室町的中心車站。
- 北海道道420號芽室停車場線
- 北海道道62號豐頃糠內芽室線
- 芽室町政府
- 帶廣警察署芽室派出所
- 芽室郵政局（位設日本郵政帶廣分店芽室配送據點）
- 帶廣信用金庫芽室分店
- 北海道銀行芽室分店
- 芽室町農業協同組合（JA）
- 芽室公園（槌球發源地）
- 十勝巴士「芽室車站前」站

## 相鄰車站
北海道旅客鐵道（JR北海道）
- 特急「大空」、「十勝」停靠站

■根室本線
御影（K26）－（上芽室信號場）－芽室（K27）－大成（K28）

## 備註
1. ↑  冬天期間只進行純音樂演奏。

## 外部連結
- （日語）芽室車站（JR北海道） （页面存档备份，存于）
- （日語）芽室車站（JR北海道釧路分社）
- （日語）芽室車站 （页面存档备份，存于）
- （日語）全驛參觀之旅 （页面存档备份，存于）